# Полководцы
«Полководцы» («Братья по крови»; кит. упр. 投名狀, пиньинь tóu míng zhuàng, палл. тоу мин чжуан; англоязычная версия вышла под названием The Warlords, то есть «Военачальники») — китайско-гонконгский художественный фильм, снятый режиссёром Питером Чаном. Главные роли исполнили Джет Ли, Энди Лау и Такэси Канэсиро. Премьера фильма состоялась 13 декабря 2007 года в большинстве стран Восточной Азии.

## Сюжет
Действие фильма происходит в Китае в 1860-х годах во время восстания тайпинов. В основе сюжета лежит убийство Ма Синьи в 1870 году. Между верноподданными войсками и мятежниками происходит битва, в ходе которой убиты все сторонники правительства. В бою их бросили союзные войска. Единственный выживший, генерал Цин-Юнь, идет в деревню поблизости, где местные жители во главе с Эр-ху и У-Ян занимаются бандитизмом. Он предлагает свою помощь в проведении рейда против повстанческого конвоя, который оказывается успешным. Однако вскоре после этого верноподданные войска нападают на деревню и забирают добычу себе. В это же время у Цин-Юнь начинается роман с женой Эр-ху.
Поскольку жители деревни бедны и голодают, Цин-Юнь убеждает их сражаться с повстанцами как независимый военный отряд на стороне правительства, чтобы грабить повстанцев и забирать их запасы себе. Эр-ху и У-Ян не доверяют Цин-Юнь, поэтому трое дают клятву крови и под страхом смерти обещают заботиться друг о друге, как братья. Военный отряд одерживает несколько побед. Цин-Юнь становится амбициозным и готовится атаковать Сучжоу и Нанкин; кампании, по его мнению, будут быстрыми. Однако правительство начинает опасаться растущего влияния Цин-Юнь и решает отказать в подкреплении и припасах. В результате поход на Сучжоу превращается в годичную осаду, и у военного отряда заканчиваются продовольствие и припасы.
Эр-ху пытается убить вражеского командира, скрытно пробравшись в город. Судя по тому, что он может наблюдать, у города также почти не осталось припасов. Эр-ху быстро схватили, но, к его удивлению, вражеский командир уже собирался сдаться и позволяет Эр-ху убить его; взамен он просит Эр-ху пообещать пощадить его войска (порядка 4000 мужчин) и жизни гражданских лиц, находящихся под его контролем. Однако, получив от командира-соперника продовольствия всего на 10 дней, Цин-Юнь отказывается выполнить соглашение из-за нехватки еды и рабочей силы для содержания такого количества заключенных. Затем следует короткий спор, после которого Цин-Юнь временно арестовывает Эр-ху, чтобы тот не вмешивался. Захваченные войска оказываются заперты во дворе дворца, их убивают со стен стрелами. Озлобленный, Эр-ху думает о дезертирстве, но Цин-Юнь убеждает его, что то, что произошло в Сучжоу с солдатами (пусть сдавшимися и безоружными), было в интересах взятия Нанкина и освобождения миллионов гражданских лиц / не участвующих в боевых действиях, чьи жизни находятся в опасности, если командир-соперник захватит Нанкин первым.
Нанкин легко захвачен, и Цин-Юнь в ознаменование грандиозного успеха получает должность губернатора Нанкина. Цин-Юнь продолжает настаивать на своей социальной программе, прося (и получая) от вдовствующей императрицы 3-летнюю налоговую льготу для его провинции (которая до недавнего времени находилась в руках повстанцев), чтобы оправиться от войны. Пока Цин-Юнь ждет своей инаугурации, он пытается подружиться с членами аристократии и правительственной бюрократии. Однако, Эр-ху, измученный войной, совершает неподобающие поступки, такие как выдача награды без разрешения. Когда среди имперской аристократии распространились слухи о том, что Цин-Юнь не контролирует своих подчиненных (в частности, Эр-ху), Цин-Юнь неохотно организует убийство Эр-ху, опасаясь потери репутации и потенциальной потери способности осуществлять социальные перемены. Эр-ху, умирая, проклинает имя соперника, не понимая, что его предал его собственный брат.
У-Ян, обнаружив предательство Цин-Юнь и его роман с женой Эр-ху, считает, что убийство было совершено из-за любовной связи, и отвечает убийством жены Эр-ху. Обнаружив тело Эр-ху, У-Ян пытается убить Цин-Юнь на его инаугурации, но не может победить его. Затем во флешбэке показано, как некоторых вторые по значимости члены правительственной бюрократии планируют убийство Цин-Юнь, и что реальное желание правительства состояло в том, чтобы убить Цин-Юнь, который слишком быстро получил большое влияние. В текущий момент правительственный солдат появляется позади Цин-Юнь на крыше и стреляет ему в спину, маскируя выстрелы залпами пушечного огня в честь инаугурации. Понимая, что его предали, смертельно раненый Цин-Юнь позволяет У-Ян, который наконец видит, что Цин-Юнь был убит выстрелом в спину, выполнить свою кровавую клятву, убив его. Затем правительство подставляет У-Ян в убийстве и готовится казнить его. В завершение фильма У-Ян замечает, что «умирать легко. Жить труднее».

## В ролях
| Актёр           | Роль                                      |
| --------------- | ----------------------------------------- |
| Джет Ли         | Пан Цин-Юнь (прообраз — генерал Ма Синьи) |
| Энди Лау        | Чжао Эр-ху                                |
| Такэси Канэсиро | Цзян У-Ян                                 |
| Сюй Цзинлэй     | Ми Лань                                   |

## Производство
В основе сюжета фильма лежит реальное историческое событие — нераскрытое убийство цинского генерала Ма в 1870 году. В 1973 году эта история уже была экранизирована режиссёром Чаном Чэ, причём фильм также имел название «Кровные братья». Режиссёр Питер Чань сказал, что его фильм не является ремейком картины Чэ, а другим взглядом на историю генерала Ма, фильмом о дружбе, предательстве и человечности.
Актёр Джет Ли, после выхода фильма «Бесстрашный» объявивший, что не будет больше сниматься в фильмах с боевыми искусствами, сказал, что антивоенная тема фильма стала причиной его участия в проекте.
Съёмки фильма начались в декабре 2006 года в Пекине и проходили также в Шанхае и провинции Чжэцзян.

## Награды
На 27-й ежегодной церемонии вручения наград гонконгской киноакадемии фильм был отмечен в следующих номинациях:
- Лучший фильм
- Лучший режиссёр (Питер Чан)
- Лучший актёр (Джет Ли, также был номинирован Энди Лау)
- Лучшая операторская работа (Артур Вонг)
- Лучшая постановка
- Лучшие костюмы и грим
- Лучшие звуковые эффекты
- Лучшие визуальные эффекты